# Lourenço Ferreira de Andrade

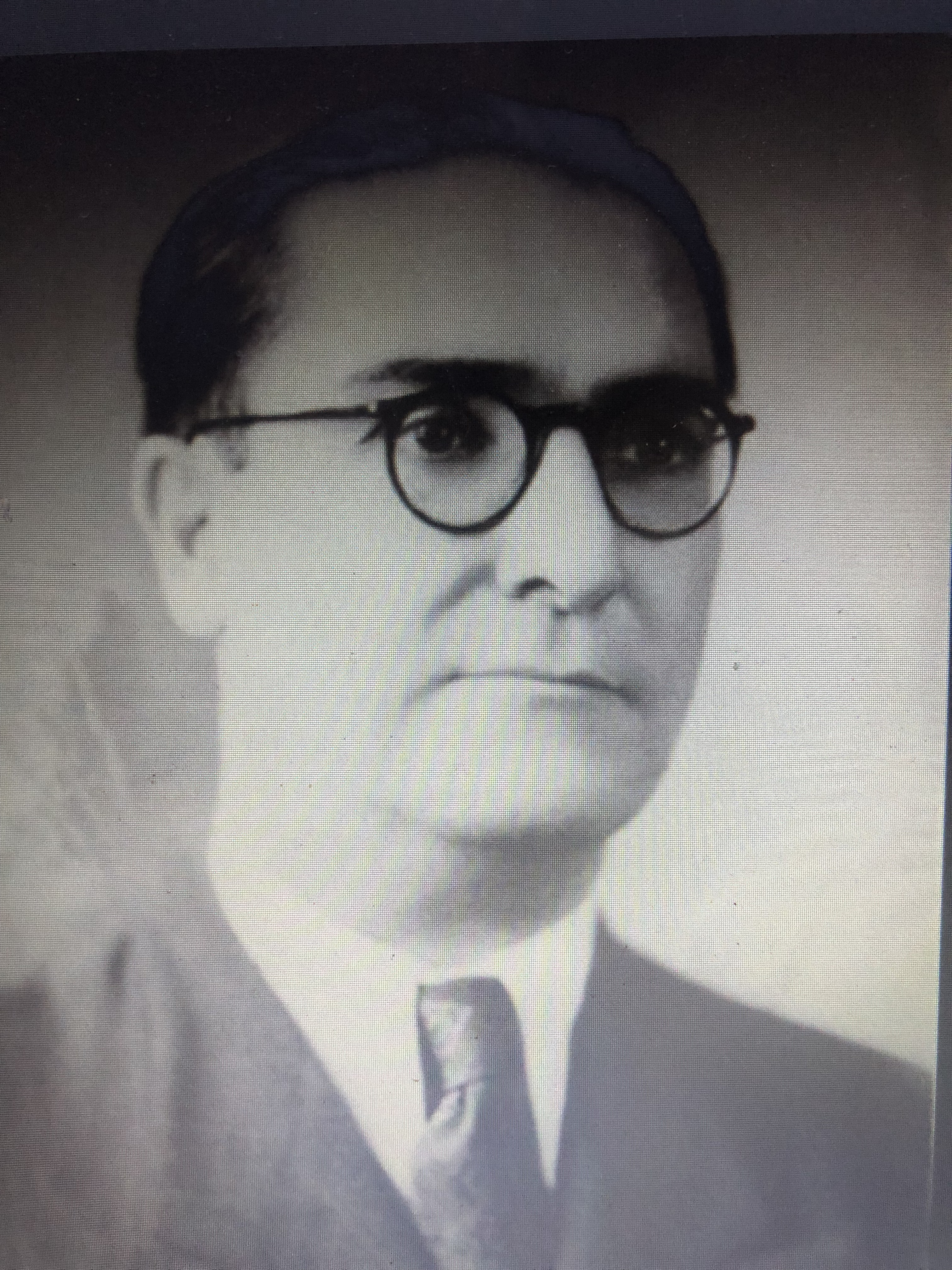
Lourenço Ferreira de Andrade

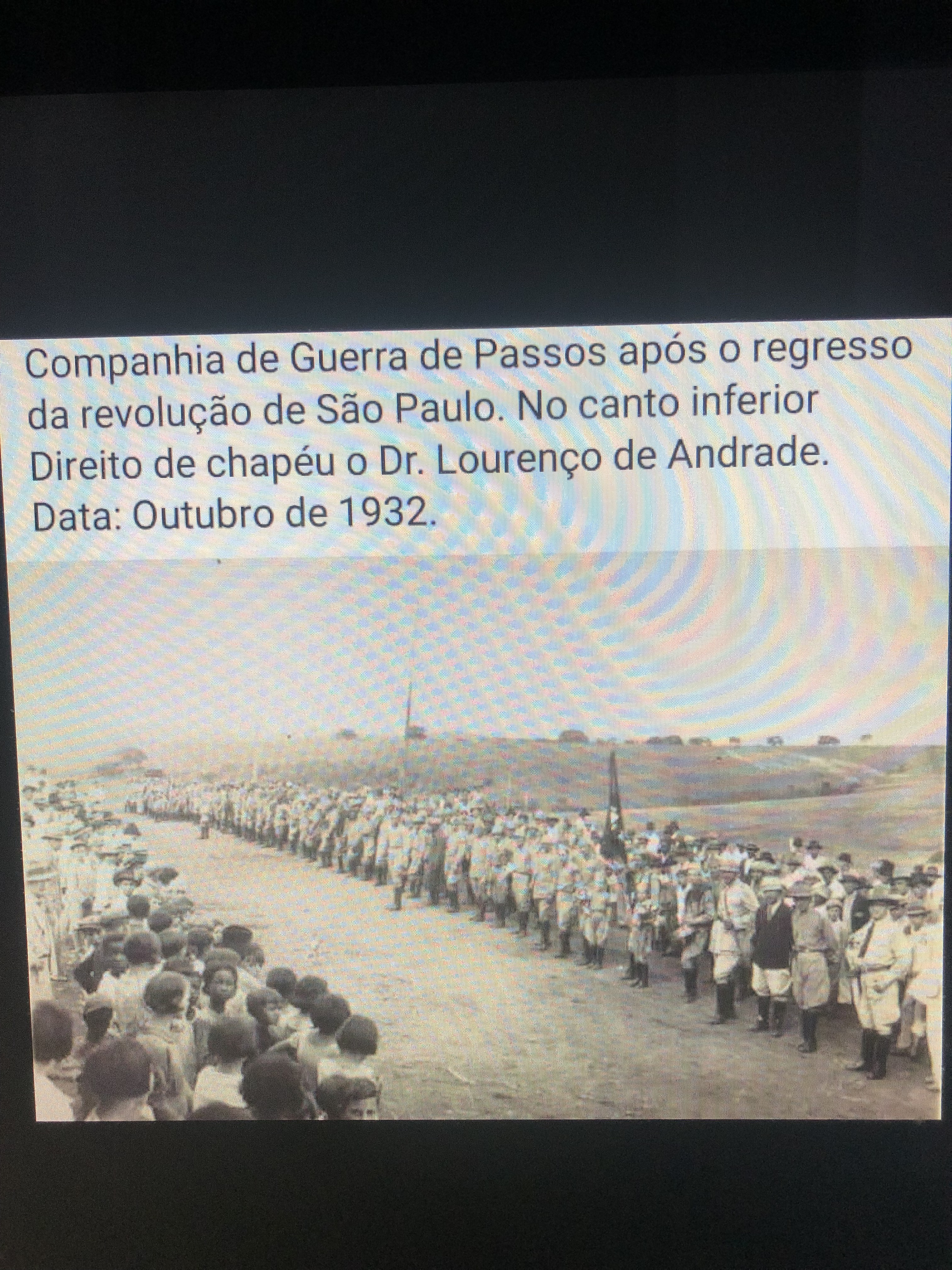
Dr. Lourenço no retorno a Passos da revolução de 32

Lourenço Ferreira de Andrade foi um médico e político brasileiro do estado de Minas Gerais. Foi deputado estadual em Minas Gerais pelo PR de 1947 a 1951.
 e prefeito da cidade de Passos-MG entre 17/04/1927 a 09/5/1945.
Nasceu em Passos no dia 29 de dezembro de 1.889, filho do casal Gaspar Lourenço de Andrade e Francisca Oliveira Andrade. Teve contato com as primeiras letras no Colégio de Passos, finalizando o curso secundário em Pouso Alegre. Ingressou no curso  superior  da Faculdade de Medicina do Rio de Janeiro, onde defendeu tese e colou grau em 1.914.
Ao regressar a Passos casou-se pela primeira vez com Blandina de Melo Andrade, em 10 de janeiro de 1.914, com quem teve 4 filhos. Com o falecimento dela, casou-se com Maria Vasconcelos Andrade, sendo pai de 3 filhas.
Médico, montou seu consultório dotado de raio X e outros aparelhos mais modernos (aparelhos mais tarde doados à Santa Casa de Misericórdia de Passos). No entanto, a Santa Casa de Misericórdia de Passos sempre foi sua preocupação maior, da qual foi provedor durante largo tempo e tudo fez pare reerguê-la quando o hospital passou por grave crise, criando o simbólico "imposto da caridade", pelo qual os cidadãos contribuíam mensalmente. Também atuou como diretor clínico e ocupou várias outras funções naquele estabelecimento assistencial.
Na política foi presidente durante muito tempo do diretório municipal do PRM (Partido Republicano Mineiro), bernardista ferrenho e integrante do partido Peru. Em 1.927 elegeu-se prefeito e no advento do Estado Novo foi mantido no cargo, exercendo a função por 18 anos consecutivos. 
Atendendo pedido de Olegário Maciel, então presidente do Estado e na Revolução de 30, participou da luta na frente de combate, só voltando a Passos assim terminada aquela revolta armada.
Deputado Estadual (MG) Constituinte de 1947 e para a I" Legislatura (1947-1951), foi Vice-Presidente (1947) e membro (1950) da Comissão de Assuntos Municipais e Interestaduais, membro da Comissão Especial de Estudos sobre a Produção Agrícola (1947), Vice-Presidente da Comissão de Agricultura, Indústria e Comércio (1948-1949) e membro das Comissões de Redação (1949), de Viação e Obras Públicas (1949) e de Trabalho e
Ordem Social (1950). Pertenceu ao PRo; Teve importante participação na emancipação do município de Contagem-MG. 
Uma das principais realizações de sua gestão administrativa como prefeito foi o calçamento da rua Presidente Antonio Carlos em massa de concreto, pois na época o asfalto ainda não era usado, sendo a via a primeira calçada da cidade. Posteriormente, já com o uso do asfalto, calçou também quase todas as ruas centrais do município, incluindo a área da Praça Monsenhor Messias Bragança e sua reforma total, sendo responsável ainda por vasta arborização da cidade. Foi responsável pela captação, abastecimento e distribuição de água da cidade, aproveitando o manancial da Cocota; estendeu a rede distribuidora e de esgotos, sendo que somente em 1.930 atingiu 1.430m de rede; construção do Colégio de Passos; instalou 25 escolas rurais e abriu estradas Passos-Santa Cruz das Areias, Passos-Ponte Surubi, Passos-São José da Barra e providenciou melhorias na Passos-Alpinópolis e Passos-Itaú.
Faleceu em 19 de julho de 1.956.

texto extraído do site da prefeitura de Passos-MG